# نصرت آباد 3 دانغة (صوغان)
نصرت آباد 3 دانغة (بالفارسية: نصرت‌آباد سه دانگه) هي منطقة سكنية تقع في إيران في قسم صوغان الريفي. يقدر عدد سكانها بـ 313 نسمة .